# Chiesa di Santa Maria Egiziaca a Pizzofalcone
La chiesa di Santa Maria Egiziaca a Pizzofalcone è una delle chiese basilicali di Napoli; si erge nell'omonima via, sulla collina di Pizzofalcone, nella zona ovest del centro storico. È sede della parrocchia dell'Immacolata a Pizzofalcone e con questo titolo è anche conosciuta.

## Storia
La struttura originale era costituita da una piccola chiesa fondata nel 1616. 
Nel 1639 un gruppo di cinque Monache Agostiniane lasciò la Egiziaca a Forcella per fondare il Convento dell'Egiziaca a Pizzofalcone in un palazzo annesso alla piccola chiesa. 
Nel 1648 le suore promossero un rimaneggiamento dell'intero complesso. Il progetto originario si deve a Cosimo Fanzago, ma l'attuale aspetto è il risultato di numerosi diversi interventi. Nel 1665 la direzione dei lavori venne assunta da Francesco Antonio Picchiatti, che concepì la parte esterna, Antonio Galluccio e, dal 1691 al 1716, Arcangelo Guglielmelli. Questi diversi architetti mutarono buona parte del progetto fanzaghiano.

## Architettura

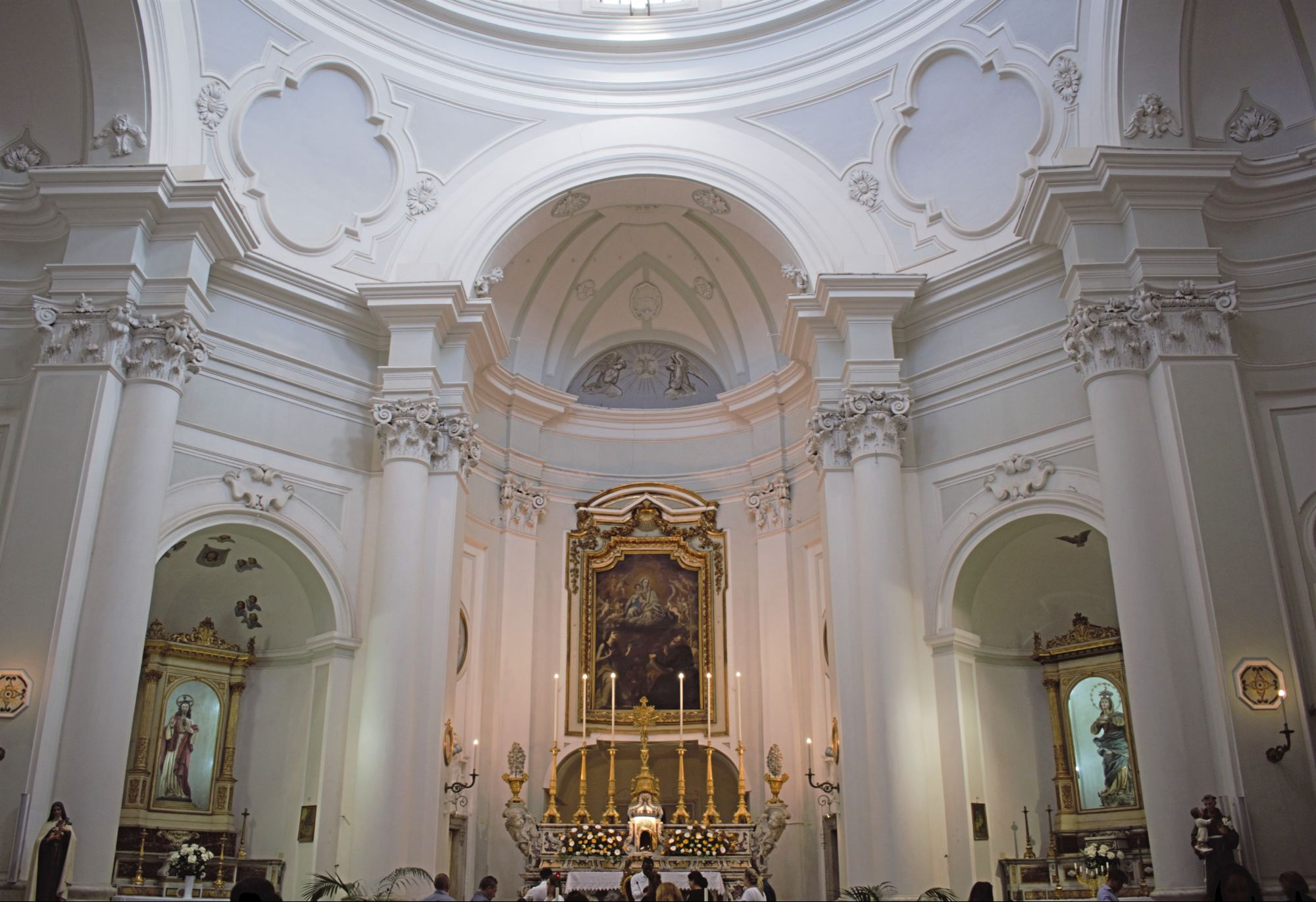
L'interno

Il tempio è preceduto da una scenografica scala, progettata ed edificata, insieme alla cupola, da Guglielmelli; architettonicamente, interessante è la facciata convessa. Essa mostra infatti una doppia sagoma curvilinea caratterizzante l'ingresso e l'atrio (come avvenne già in Santa Teresa a Chiaia); è articolata in due ordini sulla quale ci sono grandi finestre e anfore decorative sul marcapiano del livello superiore.
La chiesa, anche se un frutto di rifacimento iniziato nel 1655, fu realizzata sulla base di un progetto precedente al soggiorno romano dell'architetto (avvenuto tra il 1647 e il 1651); ciò significa che la pianta della chiesa, frutto della combinazione di due croci greche ruotate tra loro, è una delle prime applicazioni dell'architettura barocca. Infatti, il Fanzago, oltre a restaurare la Basilica di San Lorenzo in Lucina e la Basilica di Santa Maria in Via Lata, partecipò al concorso della chiesa di Sant'Agnese in Agone, presentando un progetto simile a quello della chiesa in questione, idea che influenzò con molta probabilità Girolamo Rainaldi; in quel periodo, entrambi i progettisti si frequentavano ed il Fanzago aveva molta stima di questi.
Ricordiamo, inoltre, che questa chiesa basilicale, appartiene a quel compatto gruppo di chiese napoletane che si sono "ribellate" alla tradizione cittadina, di voler edifici di culto con interni voluminosi, eccessivi nelle decorazioni o nei particolari architettonici; per questo motivo l'interno si presenta per lo più abbellito da una semplice decorazione a stucco e dal pregevole pavimento in maiolica del 1717.
Da segnalare il pregevole altare in marmi policromi, realizzato da Giuseppe Bastelli nel 1738. Sulla balaustra sono riportati 6 stemmi, in intarsi di marmi colorati, raffiguranti i blasoni di 6 famiglie nobili napoletane, le quali probabilmente contribuirono al finanziamento della sistemazione della chiesa basilicale. In ordine, dalla sinistra alla destra di chi osserva l'altare: Confalone, Milano, Rocco (si ipotizza un ramo cadetto), Caracciolo, d'Aquino e Rizzo.
I sei altari laterali sono sormontati da due tele di Paolo De Matteis e da quattro sculture lignee, tre delle quali di Nicola Fumo. Alle spalle dell'altare maggiore è situata la Madonna con il Bambino e i Santi Maria Egiziaca e Agostino di Onofrio Palumbo. Del Palumbo è anche il quadro della Sacra Famiglia con i Santi Anna e Gioacchino esposto nella sacrestia.
La chiesa possiede anche un cortile d'ingresso e due chiostri parzialmente modificati.